# Hemioplisis icaria
Hemioplisis icaria är en fjärilsart som beskrevs av Charles Oberthür 1912. Hemioplisis icaria ingår i släktet Hemioplisis och familjen mätare. Inga underarter finns listade i Catalogue of Life.